# 구마노모리촌
구마노모리촌(熊森村)은 니가타현 니시칸바라군에 설치되었던 촌이다.